# Labrador (región)

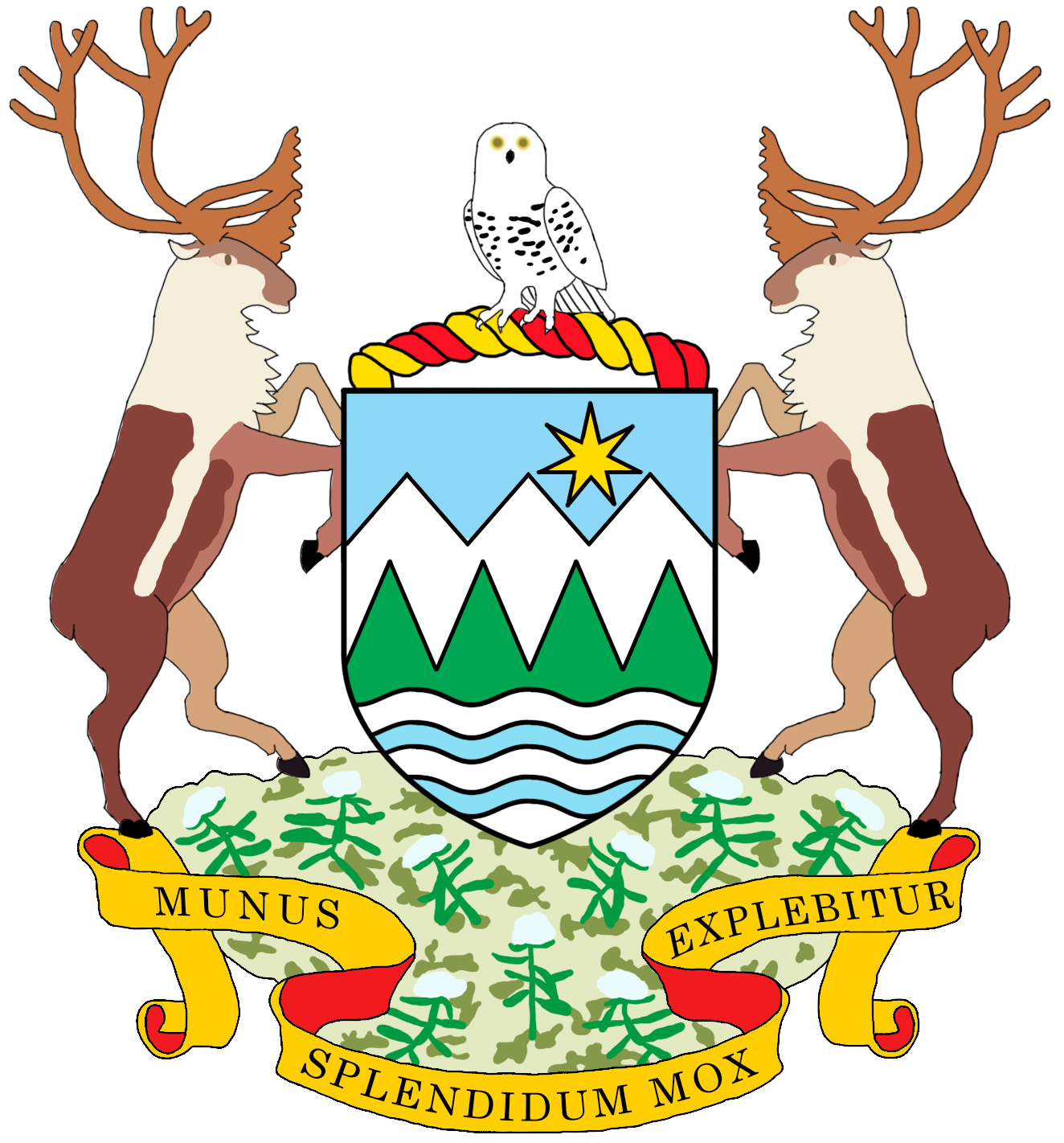
Escudo de armas de Labrador

Labrador (también Costa de Labrador) es una región de la costa atlántica del Canadá. Junto a la isla de Terranova, de la cual está separada por el estrecho de Belle Isle, forma la provincia de Terranova y Labrador. Es la región geográfica más grande y más septentrional de las cuatro provincias atlánticas y ocupa la mayor parte de la parte oriental de la península del Labrador. Labrador también comparte una pequeña frontera terrestre con el territorio de Nunavut en la isla Killiniq.
La población de Labrador es de 27 860 (censo de 2001), incluyendo un 30 % de aborígenes. Los pueblos indígenas de Labrador incluyen a los inuit del norte de Nunatsiavut, los inuit-métis del sur de NunatuKavut y los innu de Nitassinan. El área es de 294 330 km², aproximadamente la misma que Italia. La antigua capital era Battle Harbour. 

## Etimología
El nombre "Labrador" es uno de los más antiguos topónimos de origen europeo en Canadá. Proviene del explorador portugués João Fernandes Lavrador quien, junto a Pedro de Barcelos, la vio primero en 1498. Sin embargo, Joseph Pope asegura que fue Gaspar Corte Real quien, alrededor del año 1500, recorrió la zona para capturar un gran número de nativos que serían más tarde llevados a Portugal, para ser vendidos como esclavos destinados al trabajo manual. Este hecho habría inspirado según Pope, el nombre de "Terra de Labrador", utilizado por los comerciantes portugueses para referirse a la región de donde venían dichos esclavos. 

## Geografía
Labrador tiene una forma aproximadamente triangular que abarca la sección más oriental del Escudo Canadiense, una amplia región geográfica de suelo fino y abundantes recursos minerales. Su frontera occidental con Quebec es la división de drenaje de la península del Labrador. Las tierras que desembocan en el océano Atlántico son parte de Labrador, mientras que las tierras que desembocan en la bahía de Hudson son parte de Quebec. El extremo norte de Labrador, a 60°22′N, comparte una corta frontera con Nunavut a nivel de la isla Killiniq. Labrador también tiene frontera marítima con Groenlandia. El clima del norte de Labrador se clasifica como polar, mientras que el clima del sur de Labrador se clasifica como subártico.
Labrador se puede dividir en cuatro regiones geográficas: la costa norte, el labrador central, el labrador occidental y la costa sur. 

### Costa norte
Desde el cabo Chidley hasta Hamilton Inlet, el largo y delgado extremo norte de Labrador alberga los montes Torngat, que llevan el nombre de un espíritu inuit que se cree que las habita. Las montañas se extienden a lo largo de la costa desde Port Manvers hasta Cabo Chidley, el punto más septentrional de Labrador. La cordillera Torngat también alberga el monte Caubvick, el punto más alto de la provincia. Esta zona es predominantemente inuit, con la excepción de una pequeña comunidad innu, Natuashish. La costa norte es la región más aislada de Labrador, siendo las motos de nieve, los barcos y los aviones los únicos medios de transporte modernos. La comunidad más grande de esta región es Nain.

#### Nunatsiavut
Nunatsiavut es una región de autogobierno inuit en Labrador creada el 23 de junio de 2005. El área de asentamiento incluye la mayor parte de la costa norte de Labrador, mientras que el área de uso de la tierra también incluye tierras más hacia el interior y en el centro de Labrador. Nain es el centro administrativo de la región.

### Labrador central
Labrador Central se extiende desde las orillas del lago Melville hasta el interior. Contiene el río Churchill, el río más grande de Labrador y uno de los más grandes de Canadá. La presa hidroeléctrica de Churchill Falls es la segunda central eléctrica subterránea más grande del mundo. Hydro-Québec compra la mayor parte del suministro mediante un contrato a largo plazo. El Proyecto Lower Churchill desarrollará el potencial restante del río y lo suministrará a los consumidores provinciales. Conocida como "el corazón de la Gran Tierra", la población de la zona incluye personas de todos los grupos y regiones de Labrador.
Labrador Central también alberga Happy Valley-Goose Bay. CFB Goose Bay, que alguna vez fue un punto de reabastecimiento de combustible para convoyes de aviones con destino a Europa durante la Segunda Guerra Mundial, ahora funciona como un sitio de entrenamiento de vuelo táctico de la OTAN. Era una zona de aterrizaje alternativa para el transbordador espacial de los Estados Unidos. Otras comunidades importantes de la zona son North West River y la gran reserva Innu conocida como Sheshatshiu.

### Costa sur

#### NunatuKavut
Desde Hamilton Inlet hasta Cabo St. Charles/St. Lewis, NunatuKavut es el territorio de NunatuKavummiut o Labrador Inuit del Centro-Sur (anteriormente conocido como Labrador Métis). Incluye partes del Labrador central y occidental, pero reside más NunatuKavummiut en su parte de la costa sur: está salpicada de pequeñas comunidades pesqueras inuit, de las cuales Cartwright es la más grande.

#### El estrecho del Labrador
Desde Cabo Charles hasta la frontera costera de Quebec y Labrador, el estrecho es conocido por sus pastos marinos de Labrador (al igual que en NunatuKavut) y la multitud de icebergs que pasan por la costa a través de la corriente de Labrador.

#### Bahía Roja, Labrador
Red Bay es conocida como uno de los mejores ejemplos de una estación ballenera vasca conservada del siglo XVI. También es la ubicación de cuatro galeones españoles del siglo XVI. El faro de Point Amour es el segundo faro más grande de Canadá. MV Kamutik, un ferry de pasajeros entre el continente y St. Barbe en la isla de Terranova, tiene su base en Blanc-Sablon, cerca de la frontera con Labrador. L'Anse-au-Loup es la ciudad más grande del estrecho de Labrador. L'Anse-au-Clair es una pequeña ciudad en el lado labrador de la frontera.

## Historia
Los primeros asentamientos en Labrador estaban ligados al mar, como lo demostraron los montagnais (o innu ) y los inuit, aunque estos pueblos también hicieron incursiones importantes en todo el interior.
Los escandinavos fueron los primeros europeos en avistar Labrador alrededor del año 1000 d. C., aunque no hay señales de que se asentaran permanentemente en esa parte del continente norteamericano. El área se conocía como Markland (tierra de bosques o tierra fronteriza en Nórdico antiguo).
En 1499 y 1500 d. C., los exploradores portugueses João Fernandes Lavrador y Pêro de Barcelos llegaron a lo que probablemente ahora era Labrador, que se cree que es el origen de su nombre. El mapa del mundo de Visconte Maggiolo del año 1511 d. C., muestra un continente euroasiático sólido que se extiende desde Escandinavia alrededor del Polo Norte, incluida la costa ártica de Asia, hasta Terranova-Labrador y Groenlandia. En el promontorio extremo noreste de América del Norte, los topónimos de Maggiolo incluyen Terra de los Ingres (Tierra de los ingleses) y Terra de Lavorador de rey de portugall (Tierra de Lavrador del Rey de Portugal). Más al sur sel mismo se puede leer "Terra de corte real e de rey de portugall" (Tierra de "Corte-Real" y del Rey de Portugal) y "terra de pescaria" (Tierra de Pesca).
En el mapa de Wolfenbüttel de 1532 d. C., que se cree que es obra de Diogo Ribeiro, a lo largo de la costa de Groenlandia, se agregó la siguiente leyenda: "Como quien lo vio por primera vez fue un agricultor de las islas Azores, este nombre permanece unido a ese país". Se cree que este es João Fernandes Lavrador. Durante las primeras siete décadas del siglo XVI, el nombre de Labrador a veces también se aplicó a lo que se conoce hoy como Groenlandia. Labrador ("lavrador" en portugués) significa agricultor o agricultor de una extensión de tierra (de "trabajo" en latín): la tierra del trabajador. Los asentamientos europeos se concentraron en gran parte en las comunidades costeras, en particular las del sur de St. Lewis y Cape Charles, y se encuentran entre los asentamientos europeos más antiguos de Canadá.
Labrador estaba dentro de Nueva Francia principalmente en 1748. Sin embargo, el Tratado de París (1763) que puso fin a la Guerra Francesa e India transfirió a Nueva Francia (incluido Labrador aunque excluyendo las islas de San Pedro y Miquelón al suroeste de Terranova) a los británicos, que administraron el área como la provincia de Quebec hasta dividirla en dos en 1791, con Labrador ubicado en el Bajo Canadá . Sin embargo, en 1809, el gobierno imperial británico separó a Labrador del Bajo Canadá para transferirlo a la colonia independiente y autónoma de Terranova.

## Disputa por el territorio
La tortuosa línea fronteriza entre Labrador y Canadá fue establecida el 2 de marzo de 1927, después de un juicio de cinco años de duración. En 1809 Labrador fue transferido de la autoridad del Bajo Canadá a Terranova, pero la línea fronteriza entre las dos regiones no fue establecida con exactitud. Terranova argumentaba que se extendía a todo lo ancho de la península, pero Canadá argumenta que, según el uso histórico del término "Costas de Labrador" la frontera debía marcarse a una milla (1.6 km) de la línea de marea alta en la costa. Dado que Canadá y Terranova eran entidades territoriales separadas, pero también miembros del Imperio británico, el asunto fue enviado al Consejo Judicial del Consejo Privado (Privy Council, equivalene a "Gabinete") en Londres. Ahí se resolvió que la frontera seguiría, en su mayor parte, la línea de aguas costeras.
Una de las condiciones de Terranova para unirse a la Confederación del Canadá en 1949 fue que esta frontera fuera fijada en la Constitución canadiense. Si bien esta frontera no ha sido formalmente aceptada por el gobierno de Quebec (que ocupa la mayor parte de esa península), la comisión Henri Dorion (Commission d'étude sur l'intégrité du territoire du Québec) concluyó a inicios de la década de 1970 que Quebec ya no tiene ninguna justificación legal para reclamar Labrador. Aun así, el gobierno quebequense modifica o ignora la frontera entre ambos territorios, especialmente en el segmento más al sur.
El cambio de nombre de esta provincia a Terranova y Labrador fue hecho para enfatizar su demanda sobre Labrador, así como la cultura y contribuciones únicas de Labrador a dicha provincia.
En 2002 una Real Comisión determinó que sí existe cierta cantidad de presión pública por parte de los habitantes de Labrador para secesionarse de Terranova y convertirse en una provincia o un territorio separados e independientes dentro de la Confederación. Algunos miembros de la nación Innu desean que el área se convierta en su patria, de la misma manera que Nunavut lo es para los Inuit; en 1999 una resolución de la Asamblea de Primeras Naciones reclamó Labrador como patria de los Innu y demandó el reconocimiento en cualquier negociación constitucional sobre la región. De esta manera, la región de Nunatsiavut fue creada recientemente a través de acuerdos con el Gobierno federal y provincial.

## Demografía
| Ciudad                 | 2001 | 1996 |
| ---------------------- | ---- | ---- |
| Happy Valley-Goose Bay | 7969 | 8655 |
| Labrador City          | 7744 | 8455 |
| Wabush                 | 1894 | 2018 |
| Naín (Labrador)        | 1159 | 996  |
| L'Anse-au-Loup         | 635  | 621  |
| Cartwright             | 629  | 628  |
| Hopedale (Labrador)    | 559  | 591  |
| North West River       | 551  | 567  |
| Port Hope Simpson      | 509  | 577  |
| Forteau                | 477  | 505  |